# اوک گروو، شهرستان واشینگتن، آرکانزاس
اوک گروو (به انگلیسی: Oak Grove) یک منطقهٔ مسکونی در ایالات متحده آمریکا است که در شهرستان واشینگتن، آرکانزاس واقع شده‌است. اوک گروو ۴۰۱ متر بالاتر از سطح دریا واقع شده‌است.